# HD 125288
HD 125288 is een ster in het sterrenbeeld Centaur. HD 125288 is een blauw-witte B-Type superreus met een magnitude van 4,30. De ster is ongeveer 1450 lichtjaar van de aarde verwijderd. 